# Die Feuerengel
Die Feuerengel ist eine von der Monaco Film GmbH für RTL produzierte 13-teilige deutsche Fernsehserie, die auf einer fiktiven Hamburger Feuerwache, der „Citywache“, spielt.

## Handlung
Im Mittelpunkt der Handlung steht das aus sieben Feuerwehrleuten bestehende Team einer Feuerwache, die neben ihren täglichen Einsätzen auch privat einiges zu bewältigen hat. Nachdem Christian Ohmke unerwartet zum neuen Zugführer der eingespielten Einsatzabteilung der Hamburger Citywache ernannt wurde, gelingt es ihm seine zunächst skeptischen Kollegen nicht nur durch sein Fachwissen, sondern auch durch sein faires Verhalten von seinen Führungsqualitäten zu überzeugen. Dies ist nicht so leicht zu bewerkstelligen, denn Theo Grabowski, der ebenfalls diesen Posten angestrebt hatte, ist für seine Kollegen stets ein Vorbild, was Kompetenz und Zuverlässigkeit betrifft.
Des Weiteren gehören noch die Feuerwehrmänner Karl-Heinz Erlenkamp, Harry Kast, Alexander Strasser, der ein wenig die Rolle eines Außenseiters einnimmt, da er weder sehr geschickt noch besonders sportlich veranlagt ist, der risikobereite Markus Hoffmann und dessen Vater Wilfried zum Team. Dann noch Susanne Schulte, die einzige Frau in der Gruppe, die besonders zur Beruhigung von Kindern oder zur Behandlung von Brandopfern zum Einsatz kommt.

## Veröffentlichung
Die Serie wurde ab dem 22. September 1997 montags zur Hauptsendezeit auf RTL ausgestrahlt. Nachdem die Quotenerwartungen nicht erfüllt wurden, wurde keine zweite Staffel produziert. Wiederholungen der Serie folgten 2000 und 2001 auf RTL sowie 2003 auf Super RTL. Seitdem war die Serie bislang nicht mehr im deutschen frei empfangbaren Fernsehen zu sehen.
Im Herbst 2009 wurde die komplette Serie auf DVD veröffentlicht.

## Kritiken
„Typische Action-Serie, bei der die aufregenden Einsätze einer Hamburger Feuerwache den Hintergrund für einige private Verwicklungen und komplizierte zwischenmenschliche Kontakte liefern. Nicolas König konnte als einer der Hauptdarsteller in „Die Feuerengel“ schon mal die Rettungseinsätze üben, bevor er als Hauptmann Jens Blank in der erfolgreichen ZDF-Serie „Die Rettungsflieger“ einen ähnlich dramatischen Job übernahm.“

## Episoden
1. Kronprinzen
2. Feuertaufe
3. Im Mittelpunkt
4. Einer von uns
5. Die Neue
6. Theorie und Praxis
7. Doppelbelastung
8. Aus dem Ruder
9. Annäherungen
10. Unter Druck
11. Prüfungen
12. Unter Strom
13. Anfang und Ende